# Deportivo Alavés
Deportivo Alavés, vaak kortweg Alavés genoemd, is een Spaanse voetbalclub uit Vitoria-Gasteiz in Baskenland. De club promoveerde in het seizoen 2022/23 na een jaar afwezigheid naar de Primera División.

## Geschiedenis

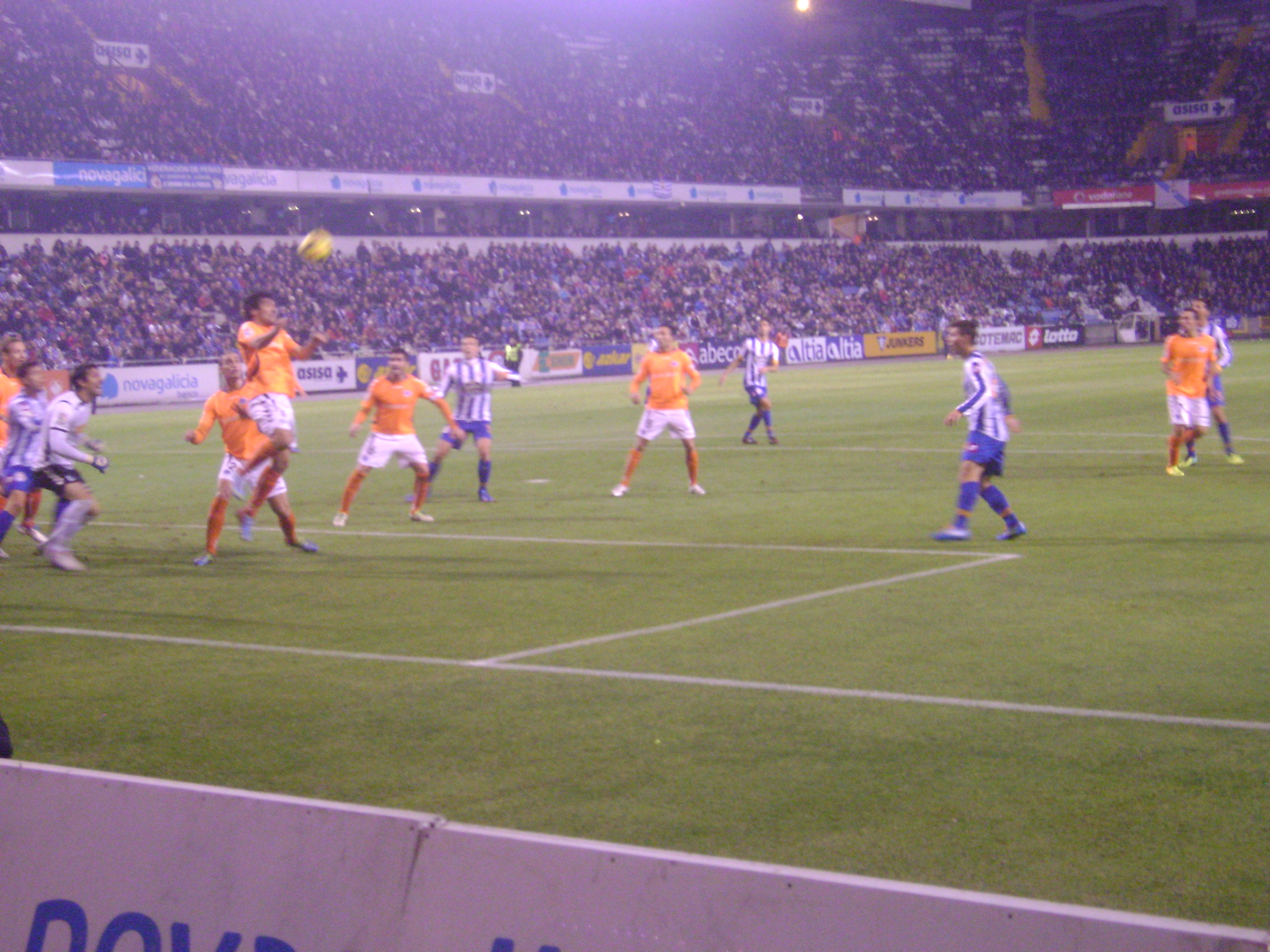
Deportivo de La Coruña vs. Deportivo Alavés.

Jarenlang speelde Deportivo Alavés in de Segunda División A, totdat de club in 1998 promoveerde naar de Primera División. Al snel wist de Baskische club zich op te werken tot een subtopper en in 2000 werd de zesde plaats behaald. Deze positie betekende dat Alavés in het seizoen 2000/01 in de UEFA Cup mocht spelen en in dit toernooi deed de bescheiden club het uitstekend, met onder andere een 5-1-overwinning op 1. FC Kaiserslautern. In de doelpuntrijke finale tegen Liverpool moest Alavés zich gewonnen geven: 5-4 na verlenging. Opmerkelijk was tevens dat Alavés de beste resultaten in de uitwedstrijden behaalde.
Na deze uitzonderlijke prestatie ging het echter bergafwaarts met Alavés en in 2003 degradeerde de club naar de Segunda División A. Na twee seizoenen in de tweede divisie werd in 2005 echter weer promotie behaald. Het seizoen 2005/06 verliep echter teleurstellend en degradatie kon niet worden voorkomen. In 2009 degradeerde Alavés zelfs naar de Segunda División B. Tijdens het seizoen 2012/13 werd de ploeg kampioen van de Segunda División B Grupo 2. In de daaropvolgende eindronde werd Real Jaén, de kampioen van de Segunda División B Grupo 4, uitgeschakeld en zo speelde de ploeg vanaf seizoen 2013/14 weer in de Segunda División A. In het seizoen 2015/16 verzekerde Alavés zich op de 41ste en voorlaatste speeldag van promotie naar de Primera División, dankzij een 2-0 overwinning op CD Numancia. Enkele weken na de promotie werd trainer José Bordalas ontslagen. Hij werd opgevolgd door de Argentijn Mauricio Pellegrino. Onder zijn leiding eindigde Alavés in het seizoen 2016/17 op de negende plaats in La Liga en bereikte het de Spaanse bekerfinale, waarin FC Barcelona te sterk bleek (1-3). Desondanks vertrok Pellegrino na één seizoen. Hij werd opgevolgd door zijn landgenoot Luis Zubeldia, die overkwam van de Colombiaanse club Independiente Medellin. Op maandag 27 november 2017 stuurde Deportivo Alavés trainer Gianni De Biasi de laan uit. De nummer laatst van de Primera Division stelde diens assistent Javier Cabello voorlopig als vervanger aan. De Biasi (61) was twee maanden in dienst bij Alavés.

## Erelijst
- Segunda División

1929/30, 1953/54, 1997/98, 2015/16
- Segunda División B

1992/93, 1993/94, 1994/95, 2012/13
- Tercera División

1940/41, 1960/61, 1964/65, 1967/68, 1973/74, 1989/90
- Copa del Rey

Finalist: 2016/17
- UEFA Cup

Finalist: 2000/01

## Eindklasseringen
- 1940 8e
Segunda División
- 1941 1e
Tercera División
- 1942 3e
Segunda División
- 1943 8e
Segunda División
- 1944 2e
Tercera División
- 1945 3e
Tercera División
- 1946 5e
Tercera División
- 1947 7e
Tercera División
- 1948 10e
Tercera División
- 1949 12e
Tercera División
- 1950 10e
Tercera División
- 1951 2e
Tercera División
- 1952 9e
Segunda División
- 1953 4e
Segunda División
- 1954 1e
Segunda División
- 1955 10e
Primera División
- 1956 14e
Primera División
- 1957 5e
Segunda División
- 1958 7e
Segunda División
- 1959 13e
Segunda División
- 1960 13e
Segunda División
- 1961 1e
Tercera División
- 1962 4e
Segunda División
- 1963 8e
Segunda División
- 1964 16e
Segunda División
- 1965 1e
Tercera División
- 1966 3e
Tercera División
- 1967 7e
Tercera División
- 1968 1e
Tercera División
- 1969 14e
Segunda División
- 1970 9e
Tercera División
- 1971 1e
1e regionaal
- 1972 7e
Tercera División
- 1973 3e
Tercera División
- 1974 1e
Tercera División
- 1975 16e
Segunda División
- 1976 15e
Segunda División
- 1977 8e
Segunda División
- 1978 11e
Segunda División
- 1979 9e
Segunda División
- 1980 9e
Segunda División
- 1981 8e
Segunda División
- 1982 17e
Segunda División
- 1983 17e
Segunda División
- 1984 3e
Segunda División B
- 1985 3e
Segunda División B
- 1986 5e
Segunda División B
- 1987 7e
Tercera División
- 1988 8e
Tercera División
- 1989 2e
Tercera División
- 1990 1e
Tercera División
- 1991 2e
Segunda División B
- 1992 4e
Segunda División B
- 1993 1e
Segunda División B
- 1994 1e
Segunda División B
- 1995 1e
Segunda División B
- 1996 7e
Segunda División
- 1997 13e
Segunda División
- 1998 1e
Segunda División
- 1999 16e
Primera División
- 2000 6e
Primera División
- 2001 10e
Primera División
- 2002 7e
Primera División
- 2003 19e
Primera División
- 2004 4e
Segunda División
- 2005 3e
Segunda División
- 2006 18e
Primera División
- 2007 17e
Segunda División
- 2008 17e
Segunda División
- 2009 19e
Segunda División
- 2010 5e
Segunda División B
- 2011 3e
Segunda División B
- 2012 6e
Segunda División B
- 2013 1e
Segunda División B
- 2014 18e
Segunda División
- 2015 13e
Segunda División
- 2016 1e
Segunda División
- 2017 9e
Primera División
- 2018 14e
Primera División
- 2019 11e
Primera División
- 2020 16e
Primera División
- 2021 16e
Primera División
- 2022 20e
Primera División
- 2023 4e
Segunda División
- 2024 10e
Primera División
- 2025 15e
Primera División

- Primera División
- Segunda División
- Segunda División B
- Tercera División
- 1e regionaal

## Alavés in Europa
#R = #ronde, 1/8 = achtste finale, 1/4 = kwartfinale, 1/2 = halve finale, F = Finale, T/U = Thuis/Uit, W = Wedstrijd, PUC = punten UEFA coëfficiënten .
Uitslagen vanuit gezichtspunt Deportivo Alavés
| Seizoen                                                     | Competitie | Ronde | Land               | Club                 | Totaalscore | 1e W    | 2e W       | PUC  |
| ----------------------------------------------------------- | ---------- | ----- | ------------------ | -------------------- | ----------- | ------- | ---------- | ---- |
| 2000/01                                                     | UEFA Cup   | 1R    | Vlag van Turkije   | Gaziantepspor        | 4-3         | 0-0 (T) | 4-3 (U)    | 21.0 |
|                                                             |            | 2R    | Vlag van Noorwegen | Lillestrøm SK        | 5-3         | 3-1 (U) | 2-2 (T)    | 21.0 |
|                                                             |            | 3R    | Vlag van Noorwegen | Rosenborg BK         | 4-2         | 1-1 (T) | 3-1 (U)    | 21.0 |
|                                                             |            | 1/8   | Vlag van Italië    | Internazionale       | 5-3         | 3-3 (T) | 2-0 (U)    | 21.0 |
|                                                             |            | 1/4   | Vlag van Spanje    | Rayo Vallecano       | 4-2         | 3-0 (T) | 1-2 (U)    | 21.0 |
|                                                             |            | 1/2   | Vlag van Duitsland | 1. FC Kaiserslautern | 9-2         | 5-1 (T) | 4-1 (U)    | 21.0 |
|                                                             |            | F     | Vlag van Engeland  | Liverpool FC         | 4-5         | 4-5 nv  | < Dortmund | 21.0 |
| 2002/03                                                     | UEFA Cup   | 1R    | Vlag van Turkije   | Ankaragücü           | 5-1         | 2-1 (U) | 3-0 (T)    | 5.0  |
|                                                             |            | 2R    | Vlag van Turkije   | Beşiktaş JK          | 1-2         | 1-1 (T) | 0-1 (U)    | 5.0  |
| Totaal aantal behaalde punten voor UEFA coëfficiënten: 26.0 |            |       |                    |                      |             |         |            |      |

Zie ook
- Deelnemers UEFA-toernooien Spanje
- Ranglijst van alle clubs die in de diverse Europa Cups zijn uitgekomen

## Bekende (oud-)spelers

### Nederlanders
- Jordi Cruijff
- Richard Witschge

### Belgen
- Ronny Gaspercic

### Spanjaarden
- Abelardo Fernández
- Manu García
- Delfí Geli
- Enrique de Lucas
- Javi Moreno
- Rubén Navarro
- Julio Salinas
- Sergio Santamaría

### Overig
- John Aloisi
- Rodolfo Bodipo
- Roberto Bonano
- Cosmin Contra
- Deyverson
- Dan Eggen
- Juan Epitié
- Enzo Zidane Fernández
- John Guidetti
- Theo Hernández
- Facundo Pellistri
- Magno Mocelin
- Aleksandr Mostovoj
- Óscar Romero
- Pablo Sánchez
- Christian Santos
- Tozé
- Jorge Valdano